# Ipratrópio/salbutamol
Ipratrópio/salbutamol é a combinação dos fármacos brometo de ipratrópio e sulfato de salbutamol, usado no tratamento de doença pulmonar obstrutiva crônica e asma. 
Ele é comercializado com o nome Combivent, com os excipientes lecitina de soja e os CFCs tricloromonofluormetano, diclorodifluormetano e diclorotetrafluoretano.